# Víctor García (réalisateur)
Pour les articles homonymes, voir Víctor García et García.
Víctor García est un réalisateur et scénariste espagnol, né le 4 décembre 1974[réf. nécessaire] à Barcelone en Espagne.

## Filmographie

### Comme réalisateur
- 2007 : Retour à la maison de l'horreur (Return to House on Haunted Hill)
- 2010 : Arctic Predator
- 2010 : Mirrors 2
- 2011 : Hellraiser : Revelations
- 2014 : The Damned
- 2019 : An Affair to Die For
- 2022 : The Communion Girl (La niña de la comunión)